# Eletriptán
El eletriptán es un medicamento que pertenece al grupo farmacológico de los triptanes. Se emplea en el tratamiento de los ataques agudos de migraña, no es útil para prevenir la aparición de las crisis ni tampoco para otras cefaleas, como la cefalea tensional, salvo las crisis de migraña menstrual incapacitante cuando se administra perimenstrualmente (comenzando dos días antes del inicio esperado de la menstruación y continuando durante un total de 6 días) a la dosis de 20 mg 3 veces al día. 
Su formula química guarda muchas similitudes con la del zolmitriptán y el rizatriptán. Actúa mediante una acción agonista sobre los receptores 5-Hidroxitriptamina tipo 1D y 1B que se encuentran en los vasos sanguíneos del interior del cráneo, produciendo una disminución del calibre de los vasos arteriales (vasoconstricción).  Se presenta en forma de comprimidos de 20 mg y 40 mg, la dosis habitual es 40 mg, no debiendo superarse los 80 mg diarios. 
Los principales efectos secundarios que puede provocar son sensación de cansancio (astenia), náuseas, mareo y sequedad de boca.  Está contraindicado si existe angina de pecho o antecedentes de infarto agudo de miocardio, también en la claudicación intermitente por potenciar la disminución de riego arterial que se produce en estas situaciones.